# Mojdež
Mojdež este un sat din comuna Herceg Novi, Muntenegru. Conform datelor de la recensământul din 2003, localitatea are 280 de locuitori (la recensământul din 1991 erau 297 de locuitori).

## Demografie
În satul Mojdež locuiesc 219 persoane adulte, iar vârsta medie a populației este de 39,7 de ani (37,9 la bărbați și 41,4 la femei). În localitate sunt 83 de gospodării, iar numărul mediu de membri în gospodărie este de 3,37.
Populația localității este foarte eterogenă.
|  |

| Demografie | Demografie | Demografie |
| An         | Locuitori  | Locuitori  |
| ---------- | ---------- | ---------- |
|            |            |            |
|            |            |            |
|            |            |            |
|            |            |            |
| 1948       | 411        |            |
| 1953       | 397        |            |
| 1961       | 394        |            |
| 1971       | 346        |            |
| 1981       | 282        |            |
| 1991       | 297        | 295        |
| 2003       | 293        | 280        |

| \| Componența etnică conform recensământului din 2003[2] \| Componența etnică conform recensământului din 2003[2] \| Componența etnică conform recensământului din 2003[2] \| Componența etnică conform recensământului din 2003[2] \| Componența etnică conform recensământului din 2003[2] \| \| ----------------------------------------------------- \| ----------------------------------------------------- \| ----------------------------------------------------- \| ----------------------------------------------------- \| ----------------------------------------------------- \| \| \| \| \| \| \| \| Sârbi \| Sârbi \| \| 177 \| 63,21% \| \| Muntenegreni \| Muntenegreni \| \| 36 \| 12,85% \| \| Croați \| Croați \| \| 2 \| 0,71% \| \| Sloveni \| Sloveni \| \| 1 \| 0,35% \| \| necunoscută \| necunoscută \| \| 0 \| 0% \| |              |  |     |        |
| Componența etnică conform recensământului din 2003 |              |  |     |        |
| |              |  |     |        |
| Sârbi | Sârbi        |  | 177 | 63,21% |
| Muntenegreni | Muntenegreni |  | 36  | 12,85% |
| Croați | Croați       |  | 2   | 0,71%  |
| Sloveni | Sloveni      |  | 1   | 0,35%  |
| necunoscută | necunoscută  |  | 0   | 0%     |